# Cro (rapero)
Carlo Christopher Waibel Simon (Mutlangen, Baden-Wurtemberg, Alemania, 31 de enero de 1990), conocido como Cro, es un artista de pop-rap, productor musical, compositor, diseñador y cineasta alemán. Su seudónimo se deriva de la abreviatura de su primer nombre. Describe su música como una mezcla de rap y pop, que abrevia con el término "Raop". Su marca registrada es una máscara de panda detrás de la cual esconde su rostro.

## Primeros años
Cro comenzó a grabar música alrededor de los diez años, aprendió a tocar el piano y la guitarra. Creció con dos hermanas y un hermano y asistió a la escuela secundaria en Galgenberg en Aalen y en la Escuela Johannes Gutenberg en Stuttgart. Después de completar la escuela secundaria, se formó como diseñador de medios y trabajó para un periódico como dibujante durante algún tiempo.

## Carrera como músico
Entre 2006 y 2008 Cro estuvo activo bajo el seudónimo de Lyr1c en la plataforma de Internet Reimliga Battle Arena. En 2009 salió su primer lanzamiento con el Mixtape Trash, también como Lyr1c. En 2011 se lanzó el Mixtape Meine Musik. Meine Musik se ofreció para su descarga gratuita. Además de los versos rapeados y los coros cantados, Cro también fue responsable de producir el Mixtape. El músico de hip-hop de Reutlingen Kaas lo conoció a través de la cinta de mezcla. En abril de 2011, se lanzó el primer video del rapero para la canción Dreh Auf. Este video animado fue creado por el mismo Cro.
A través de su contacto con Kaas, Cro conoció a Andrej Schweizer, fundador del sello independiente Chimperator Productions, y a Kodimey Awokou. En octubre de 2011, Cro firmó contrato con Chimperator. En octubre y noviembre de 2011 apareció en el acto de apertura de la banda noruega Madcon en el Glow Tour 2011. Cro se presentó con una máscara de panda durante los conciertos, así como en fotos y en un blog de gira. Psaiko.Dino, productor de Chimperator Productions, asumió el papel de locutor de Cro, especialmente en los videoblogs. El libro de entrevistas KerleKulte, que fue publicado por Archiv der Jugendkulturen en febrero de 2012 y concedió una entrevista a algunos estudiantes de la Universidad de Ciencias Aplicadas de Esslingen para Cro, que se ilustró con una foto suya sin máscara, despertó gran interés.
En noviembre de 2011, el video de Cros para su canción Easy, que fue dirigida por Harris Hodovic, se estrenó en tape.tv como un presagio de su mixtape del mismo nombre. El músico Jan Delay vinculó el video en su página de Facebook y dijo que Cro era "el futuro del rap alemán". Además de su video, Hi Kids y Kein Benz, dos canciones de su mixtape fueron lanzadas por adelantado. En diciembre de 2011, Cro fue invitado al programa NeoParadise de ZDFneo, donde presentó extractos de sus mixtapes. Un día después, se lanzó el mixtape Easy, que se ofrece de forma gratuita en el sitio web de su sello.
A principios de 2012, varios sellos importantes le hicieron ofertas, que rechazó. Cro luego firmó un contrato de escritura con Universal Music Publishing. En enero comenzó con el título ¡Pandas enloquecidos! una gira de conciertos en la que estuvo acompañado por Psaiko.Dino. La canción Hi Kids alcanzó el millón de visitas en YouTube a mediados de febrero de 2012. A mediados de abril, el número aumentó a tres millones. En abril y mayo de 2012 Cro completó otra gira con los raperos Ahzumjot y Rockstah bajo el título Hip Teens Wear Tight Jeans 2012. Además, Cro ha estado en la gira del Festival Road to Raop desde mayo, durante la cual apareció en varios festivales.
Cro (2012).
Du, King of Raop y Meine Zeit fueron lanzados como sencillos en junio y julio. También se realizaron videos para todas las piezas. En julio de 2012, Raop Cros lanzó su álbum debut. A mediados de mes, sus cinco sencillos publicados anteriormente estaban en el top 100 de las listas de sencillos alemanas. Desde octubre de 2012 Cro estuvo de gira con Raop por Alemania, Austria y Suiza. También en octubre se incorporó a Wetten, dass ..? en. En 2012 también participó en el Festival de la Canción de Bundesvision con Die Orsons. En noviembre, la pista del álbum Once around the world fue lanzada como un CD single. Para la canción, Fight the Start of the Kilians de 2007 sirvió como base de muestra. El título alcanzó el número 1 en las listas de Austria. En noviembre recibió el Bambi en la categoría Pop Nacional. En diciembre de 2012 fue galardonado con el 1 Live Krone en la categoría Best Single for Easy.
En julio de 2013, Cro lanzó nuevamente el reproductor largo Raop con cinco canciones adicionales bajo el nombre Raop +5. También incluye el sencillo recientemente lanzado Whatever, que fue la primera pista de Cro en alcanzar el número 1 en las listas alemanas. A principios de 2014, Cro grabó la canción 8 km/h con el rapero alemán Haftbefehl para el álbum #Hangster de su DJ Psaiko.Dino. En abril de 2014, Cro fue nominado al Echo 2014 en las categorías Hip Hop / Urban National, Music Video y Radio Echo, pero no pudo ganar ninguno de los premios. En mayo de 2014 se publicó el sencillo Traum como primer sencillo del álbum Melodie. El sencillo de descarga logró el mejor inicio de descarga en tres años y entró en la lista de single de Media Control en el número 1.
En 2015 regresó brevemente a la Reimliga Battle Arena para un duelo. En mayo, Cro dio un concierto desenchufado de MTV frente a 300 espectadores en el cine Scala de Ludwigsburg. Los invitados fueron Die Prinzen, Max Herre, Teesy, Haftbefehl, Danju y The Orsons. El primer sencillo del álbum, Bye Bye, fue lanzado en junio de 2015 e inmediatamente alcanzó el número 1 en las listas alemanas de sencillos. El álbum asociado MTV Unplugged: Cro también ocupó la primera posición en las listas. A los 25 años, Cro fue el artista más joven en grabar un álbum desconectado de MTV. El segundo sencillo fue lanzado en octubre de 2015 y se titula Melody. En 2016, Cro fue galardonado con el "Premio GQ Hombres del Año" en la categoría "Música Nacional".
A principios de junio de 2017, aparecieron los primeros lanzamientos sencillos de su tercer álbum de estudio tru., Que fue lanzado en septiembre, con las canciones Baum e Infinity. En el álbum, Cro se aleja del sonido de rap amapola de sus dos primeros álbumes y está más dispuesto a experimentar. Con más de 200.000 unidades vendidas, el sencillo Infinity alcanzó el estado de platino en 2018. De febrero a marzo de 2018, Cro realizó una gira por clubes y en Alemania, Austria y Suiza. En julio de 2018 se anunció la separación entre Cro y el sello Chimperator Productions. Siguió un recorrido interior de noviembre a diciembre de 2018.

### Máscara
Cro no muestra su rostro en público. Lleva una máscara para protegerse en todas las apariciones musicales y en los medios. Una de las motivaciones detrás de la máscara es el deseo de llamar la atención sobre el arte más que sobre la persona. Al principio usa una máscara de panda. Cuando se le preguntó por qué llevaba una máscara de panda, de todas las cosas, respondió: "Esa fue simplemente la máscara más genial que había en este sitio web". Desde 2014 usa un modelo de punto como alternativa a la máscara de plástico en presentaciones individuales. Con el anuncio del tercer álbum de estudio tru. Cro 2017 presenta el desarrollo adicional especialmente diseñado de la máscara. La nueva máscara es completamente blanca y menos juguetona.

### Diseñador
Mercedes-Benz CLA StreetStyle diseñado por Cro
Cro ha estado diseñando camisetas con su marca de ropa VioVio desde 2010, que inicialmente solo se vendían a través de Blogspot, pero ahora también están disponibles en su propio sitio web. En 2015, diseñó el exterior de un Mercedes-Benz CLA usando latas de pintura en aerosol, bolígrafos de retoque y pintura. El vehículo se exhibe en el Museo Mnz de Stuttgart desde abril de 2017.

### Artistas
Gritando vecino de cro
Con el lanzamiento de su álbum de estudio tru. Cro persiguió el reclamo de ser percibido no solo como un músico o rapero, sino también como un artista en general. Por primera vez, dio a sus amigos y fanáticos una mirada más profunda a su arte cuando el nuevo álbum fue lanzado en la Circle Culture Gallery en Berlín. Además de los cuadros que había pintado, también había máscaras y una revista brillante especialmente hecha para el álbum.

### Director
En 2016, el director Martin Schreier lanzó una película sobre la vida de Cro. En la película titulada Our time is now Cro asumió uno de los papeles principales y fue responsable de la música de fondo junto con Martin Todsharow y Lillo Scrimali.

## Discografía
Studioalben
| Año  | Título Sello musical            | Ubicaciones de gráfico | Ubicaciones de gráfico | Ubicaciones de gráfico | Observaciones                                          |
| Año  | Título Sello musical            | DE                     | AT                     | CH                     | Observaciones                                          |
| ---- | ------------------------------- | ---------------------- | ---------------------- | ---------------------- | ------------------------------------------------------ |
| 2012 | Raop Chimperator Productions    | 1 ×5 (85 Wo.)          | 1 (71 Wo.)             | 7 (60 Wo.)             | Erstveröffentlichung: 6. Juli 2012 Verkäufe: + 535.000 |
| 2014 | Melodie Chimperator Productions | 1 ×3 (44 Wo.)          | 1 (24 Wo.)             | 1 (33 Wo.)             | Erstveröffentlichung: 6. Juni 2014 Verkäufe: + 325.000 |
| 2017 | tru. Chimperator Productions    | 1(20 Wo.)              | 1(9 Wo.)               | 2 (6 Wo.)              | Erstveröffentlichung: 8. September 2017                |